# Ernst Epple
Ernst Epple (* 24. Januar 1908 in Honau; † 28. Juni 1976 in Singen) war ein deutscher SS-Oberscharführer, Leiter des Zwangsarbeitslagers Kurowice und verurteilter Kriegsverbrecher.

## Leben
Epple besuchte acht Jahre die Volksschule in Honau und danach zwei Jahre eine Berufsschule. Anschließend arbeitete er als Maschinenarbeiter in einer Baumwollspinnerei bei Reutlingen. 1937 wurde er Kranführer bei einer Maschinenfabrik in Reutlingen. 1936 wurde er Mitglied der SS. Nach dem Beginn des Zweiten Weltkriegs wurde er zur Wehrmacht eingezogen. Im November 1939 wurde er zur Unterführerschule der Waffen-SS in Breslau versetzt. Anschließend schloss er sich dem 8. SS-Totenkopfverband in Krakau an. Im Sommer 1940 wurde er wegen schlechter Gesundheit zum Sonderdienst Lublin abgeordnet. Am 13. Oktober 1940 beantragte er die Aufnahme in die NSDAP und wurde zum 1. Januar 1941 aufgenommen (Mitgliedsnummer 8.243.489). Ab 15. Oktober 1941 wurde er beim SSPF Lemberg eingesetzt. Bis Ende 1942 war er Kommandant des Zwangsarbeitslagers Kurowice, das dem Bau der Durchgangsstraße IV östlich von Lemberg diente. Über diese Phase berichtete Eliyahu Yones aus Perspektive des Zwangsarbeiters von zahlreichen Grausamkeiten, Verbrechen und Tötungen durch Epple selbst oder in seinem Befehl. Im Herbst 1942 war er Ausbilder beim SS-Ersatzbataillon in Arolsen. Im Frühjahr 1943 wurde er als SS-Stabsscharführer zur Waffen-SS eingezogen, mit der er in Ungarn, Böhmen-Mähren und Schlesien zum Einsatz kam. Zum 1. August 1943 wurde er zum Oberscharführer befördert.
Im Mai 1945 geriet er bei Gablonz in sowjetische Kriegsgefangenschaft, aus der er Ende 1949 entlassen wurde. Ab April 1950 war er wieder als Kranführer in Reutlingen bei seiner alten Firma beschäftigt. Von 18. August 1960 bis 30. Dezember 1965 und seit 27. Oktober 1966 befand er sich in Untersuchungshaft. Am 29. April 1968 wurde er vom Landgericht Stuttgart wegen Mordes in sechs Fällen an insgesamt acht Menschen und wegen Beihilfe zum Mord in einem Fall an mindestens 20 Menschen zu lebenslanger Haft verurteilt. Im Juni 1976 starb er in der Justizvollzugsanstalt Singen.